# Ömer Özkan
Ömer Özkan (* 1971 in Haymana, Ankara) ist ein türkischer plastischer Chirurg und Transplantationsmediziner. Er lehrt und forscht an der Akdeniz Üniversitesi in Antalya. 2012 führte er mit seinem Team erstmals in der Türkei eine Gesichtstransplantation durch.

## Leben
Özkan schloss 1988 das Cumhuriyet-Gymnasium in Ankara ab. Nach dem Abschluss des Medizinstudiums an der Hacettepe-Universität im Jahr 1995, absolvierte er an der Universität bis 2001 eine Ausbildung zum Facharzt für plastische und Wiederherstellungschirurgie weiter.
Ömer Özkan war 2004 mit einem Forschungsstipendium für Mikrochirurgie sechs Monate an der Universität Tokio, später dann ebenfalls sechs Monate an der I-Shou-Universität im taiwanesischen Kaohsiung zur Weiterbildung in plastischer und Handchirurgie. 2006 verbrachte er mit einem Stipendium der European Association of Plastic Surgeons (EURAPS) drei Monate im Klinikum rechts der Isar der Technischen Universität München.
Ömer Özkan ist seit 2006 Professor am Institut für plastische, wiederherstellende und ästhetische Chirurgie an der Akdeniz Üniversitesi. Sein Forschungsinteresse gilt der ästhetischen Chirurgie von Gesicht und Körper, der Brustrekonstruktion, der Geweberekonstruktion, der Rekonstruktion der mimischen Muskulatur bei Fazialislähmung, der Kieferchirurgie und der Labioplastik.

## Leistungen
Am 9. August 2011 transplantierte Ömer Özkan einer Einundzwanzigjährigen den Uterus einer toten Organspenderin, nachdem die Patientin ohne Gebärmutter zur Welt gekommen war. Dies war weltweit die erste Transplantation dieser Art, da zuvor in diesen Fällen nur Lebendspenden genutzt wurden. 2013 wurde die Patientin durch eine In-vitro-Fertilisation schwanger, doch die Schwangerschaft musste aufgrund des Todes des Fötus in der achten Schwangerschaftswoche beendet werden. Der Fall sorgte weltweit für Aufmerksamkeit.
Am 21. Januar 2012 führte Ömer Özkan erstmals in der Türkei die Transplantation eines Gesichtes durch. Der 19 Jahre alte Arbeiter hatte sich als Baby an einem umgestürzten Ofen schwere Verbrennungen zugezogen. Zeitgleich führte der Arzt eine zweite Transplantation durch. Der zweite Patient hatte als Elfjähriger beide Arme und ein Bein verloren, als er eine Stromleitung berührt hatte, weil er mit einer Metallstange Vögel vertreiben wollte. Das transplantierte rechte Bein musste nur einen Tag später allerdings wieder amputiert werden, da es zu Komplikationen gekommen war. Die Spenderorgane und -gliedmaßen für beide Operationen kamen von einem Spender, sodass die Operationen nahezu simultan erfolgen mussten. Özcan hatte Organe und Gliedmaßen selbst in Uşak entnommen und war mit einem eigens vom türkischen Gesundheitsministerium zur Verfügung gestellten Flugzeug nach Antalya geflogen.
Am 16. Mai 2012 absolvierte er mit seinem Team die vierte Gesichtstransplantation und die zweite Transplantation eines kompletten Gesichts in der Türkei.

## Privatleben
Ömer Özkan ist verheiratet mit der Ärztin Özlenen Özkan, die am selben Institut arbeitet. Das Paar hat zwei Töchter.

## Auszeichnungen
- 2002: „Junior Basic Science Prize“, Plastic Surgery Educational Foundation (PSEF).[11]